# Байерн (линеен кораб, 1915)
Байерн (на немски: SMS Bayern) е линеен кораб на Германския императорски военноморски флот от Първата световна война, главен кораб на серията супердредноути от типа „Байерн“. Първият германски линкор, въоръжен с 380-мм оръдия. Потопен от екипажа си на 21 юни 1919 г. в Скапа Флоу на Оркнейските острови.

## Конструкция

### Брониране
Системата на броневата защита като цяло повтаря „Кьониг“. Главният пояс се състои от вертикални плочи круповска цементирана броня с 350-мм дебелина и върви от носовата до кърмовата траверсна преграда, заемайки 58% от дължината на кораба. По височина е от средната палуба до 1,7 м под конструктивната водолиния (КВЛ), с обща височина 3720 мм. Долната част на пояса върви със скос с дебелина 170 мм. За разлика от общоприетата схема главният пояс с долната си част не се опира в скоса на палубата, защото немците смятат, че такава конструкция е концентратор на напрежения. Плочите се крепят само от броневите болтове, а между себе си се съединяват чрез шпонки с кръгло сечение.
На същата дължина, както и главният, над него, се намира горния пояс с дебелина от 250 мм. Образуващите го плочи са необикновено голям размер – 2,1×7,2 м – и добре напаснати една към друга. Двата пояса се ограничават от вертикални траверси с дебелина 200 мм. Между средната и долната палуби, на участъка между броневите прегради, траверсите се увеличават по дебелина до 300 мм.
В носовата част главният пояс продължава в пояс, стигащ до 131 шпангоут и от плочи с дебелина 200 мм, а след това 150 мм до 137 шпангоут. По височина той се изкачва на 330 мм над средната палуба, а долната, подводна част е със скос, намаляваща по дебелина до 130 мм на нивото 1,67 м под КВЛ. От 137 шпангоут и до форщевена на дължина 14 м е само обикновената обшивка на борда с дебелина 30 мм. По 137 шпангоут има траверса с дебелина 140 мм.
В кърмовата част по височина до средната палуба има 200-мм пояс, със скос до 150 мм по долния му ръб. При ахтерхщевена се ограничава от наклонена 170-мм траверса. Батареята е защитена от 170-мм плочи. По цялата височина от броневата палуба на нивото на броневата противоторпедна преграда (ПТП) върви 30-мм противоосколъчна преграда. ПТП с дебелина от 50 мм е изкачва на 0,8 м над броневата палуба, за това, на това място сумарната дебелина на преградите съставлява 80 мм.
Хоризонталното брониране върви по три палуби. Настила на полубака от първата до третата кула на главния калибър има дебелина от 40 мм. При борда над казематите за 150-мм оръдия дебелината на тази палуба намалява до 30 мм. Горната палуба, от носовия до кърмовия траверс, има настилка, дебелината на която също съставлява 30 мм. Основната бронирана палуба се намира на нивото на долната, само след носовия траверс спускайки се на 1,47 м под КВЛ, и е бронирана по цялата си дължина. Носовият участък е плосък и има дебелина от 60 мм. В пределите на цитаделата тя върви със скосове, имайки по двата участъка дебелина от 30 мм. В кърмата палубата има дебелина от 60 мм, със скосове, които има същата дебелина. След това дебелината на палубата се увеличава до 100 мм, издигайки се във вид на черупка над румпелното отделение с брониране с дебелина от 120 мм.
Барбетите I, II и III на кулите на ГК над палубата на полубака, а IV-я над нивото на горната палуба са с постоянна дебелина от 350 мм. Барбетите на носовата и кърмовата кули малко излизат зад съответстващите траверси и имат на това място дебелина от 350 мм, фактически явявайки се съставна част от траверса. Вътрешните части на барбетите I, II и III на кулите на ГК между палубата на полубака и горната имат дебелина от 170 мм. Вътрешните части на барбетите на I и II кула от горната до средната палуби имат дебелина от 80 мм, спускайки се до долната палуба с плочи с дебелина 25 мм. Барбета на III кула, между горната и средната палуби, върви на три участъка с дебелина 170 – 25 мм, а между средната и долната на два участъка със 115 и 25-мм дебелина. Барбета на кула IV под горната палуба има дебелина от 200 мм, спускайки се под средната палуба с плочи със 115-мм дебелина. Такова брониране на „части“ на барбетите трябва да намали разхода на броня при запазване на едно общо ниво на защита.
Кулите имат дебелина на челната плоча от 350 мм, бордове с дебелина 250 мм и тил от 290 мм. Покрива има скосове отпред и отстрани. Нейната плоска част има дебелина от 100 мм. Предната наклонена под ъгъл 30° плоча има дебелина 200 мм. Бордовите 120-мм скосове на покрива са поставени под ъгъл 25°.
Носовата – основна – бойна рубка има традиционната за германския флот сложна, близка към коническата форма, с наклон на стените от 10° по диаметралната плоскост и 6 – 8° по траверса. Ширината на рубката по покрива е примерно 5 м. Благодарение на намалената ширина на комините това дава нелош обзор не само напред, но и назад. Покрива на рубката има дебелина 150 мм. Стените на горното ниво на рубката имат дебелина 350 мм. Средния етаж, с резервните прибори, е брониран с плочи с дебелина от 250 мм. Долното ниво е цилиндричен със стени с 200-мм дебелина. Комуникационната тръба в централния пост е с квадратно сечение със страна от 1 метър и има дебелина на стените 70 мм над полубака (вътре в третия етаж на надстройката) и 100 мм над него. Кърмовата бойна рубка има 170-мм стени и 80-мм покрив. Нейната комуникационна шахта има 180-мм стени до нивото на полубака и 80-мм стени под него.
Плочите на барбетите и бойните рубки се съединяват помежду си с вертикални шпонки с кръгло сечение и имат тилна вертикална подложка с дебелина 50 мм. Бронята на барбетите към елементите на набора на корпуса не е закрепена.
Вътре в каземата 150-мм оръдия се отделят едно от друго от напречни прегради с дебелина 20 мм. Димоходите в палубите на полубака и долната палуба са защитени от съставни решетки, набрани от пръти с дебелина 40 мм. Височината на решетката съставлява 140 мм, а разстоянието между осите е 90 мм. Те са поставени паралелно на диаметралната плоскост на кораба. На много места паралелно на линиите на шпангоутите е поставена втора такава решетка.
Общото тегло на бронята достига 11410 т или 40,4% от нормалната водоизместимост.

### Енергетична установка
Главная енергетична установка включва в себе си 3 еднакви независими комплекта турбини на Парсънс, работещи на 3 вала, и 14 водотръбни котела система Шулц-Торникрофт.
Всеки турбоагрегат се състои от турбини високо и ниско налягане (последната е съединена с турбината за заден ход), които са поставени една зад друга и работят на един вал.
Всички три комплекта турбини са разделени от надлъжни прегради, при това турбините за високо и ниско налягане (обратен ход) за всеки случай са разделени още и от напречна преграда, така че цялата турбинна установка фактически се дели на шест отсека (турбините за високо налягане са разположени към носа). В кърмовите отсеци, в съседство с турбината ниско налягане е разположен главният хладилник за всеки агрегат заедно с главните циркулационни и въздушни помпи.

### Обитаемост
Съгласно щата за мирно време екипажа на кораба съставляват 1158 души:
- 32 офицера,
- 4 фенриха,
- 33 палубни офицера (на немски: Deckoffizier – съответства на кондуктора в Руския флот);
- 1083 подофицера и матроса,
- 3 кока и буфетчика.

Към тях, като петпроцентов резерв се присъединяват подфицери и долни чинове на общ брой 54 души.
Във военно време вместо резерва към екипажа се присъединяват 118 души мобилизационно допълнение (на немски: Mobilmachungzuschlag), така, във военно време екипажа се състои от 1276 души.
„Байерн“ става първият германски дредноут, при който артилерията на главния калибър е разнесена в краищата, което позволява да се формира в средната част на корпуса обширна надстройка, с което се постига значително подобряване на обитаемостта за екипажа в сравнение с предходните дредноути. Каютите за офицерите стават по-просторни, а също, поради разполагането им с една палуба по-нагоре, отколкото преди – по-сухи и светли. Съкратен е пътя от жилищните помещения към бойните постове на носовата надстройка – немаловажен фактор в момент на бойна тревога.

## Въоръжение

### Артилерия на главния калибър
Главният калибър на линкора се състои от осем 380-мм морски оръдия (на немски: 38-cm SK L/45), разположени в четири двуоръдейни кули Drh LC/1913. Боекомплектът им е 60 бронебойни и 30 фугасни снаряда на ствол (760 за кораб).

### Противоминна артилерия
Шестнадесет казематни 150-мм/45 оръдия „образец 1906 г.“ (на немски: 15 cm L/45 Sk) с разделно-гилзово зареждане, разполагащи се в отделни каземати на горната палуба побордно. Боезапасът за оръдие е 160 изстрела (2560 на кораб). Всяко оръдие има собствен погреб за боезапаса, снабден със системи за охлаждане и наводняване, както са погребите за главния калибър.

### Зенитно въоръжение
Проекта предвижда наличието на осем 88-мм зенитни оръдия „образец 1913 г.“, обаче всъщност „Байерн“ така и не ги получава всичките: при влизането му в строй на него има само две зенитни оръдия, и едва в края на 1917 г. към тях са добавени още две. Четирите оръдия формират кърмовата група в района на втория комин.

### Торпедно въоръжение
Пет подводни 600-мм торпедни апарата от типа H-8: носов и четири бордови, постановени с ъгъл на снижаване 2° и завъртяни на 20° по носа от траверса. Боезапасът съставлява 4 торпеда на апарат (20 – за целия кораб).
600-мм торпеда от типа H-8 са разработени през 1912 г. и за първи път са поставени на линейния крайцер „Лютцов“, това са най-мощните торпеда от периода на Първата световна война. Далечината на изстрела с торпедото съставлява 13 000 м при скорост на хода 28 възела.
Бордовите апарати са снабдени със специални направляващи за пуска на торпедата, осъществяващ се посредством сгъстен въздух, за което във всеки от торпедните отсеци има по два компресора с електродвигатели с двойно действие и мощност 80 к.с.
Капака на носовия торпеден апарат, разположен в долната част на форщевена, увеличава съпротивлението при движение на кораба примерно с 2%.

## Служба
На 15 юли 1916 г. кораба е зачислен в състава на Флота на Откритото море, ставайки петата единица на III ескадра линкори („Кьониг“, „Кронпринц“, „Маркграф“, „Гросер Курфюрст“, флаг на контраадмирал Паул Бенке).
От 7 до 16 август 1916 г. е флагмански кораб на флота.

### Операция „Албион“
От 11 октомври 1917 г. „Байерн“ участва в операция „Албион“, цел на която е превземането на Моонзундските острови. На островите са разположени батареи на руската брегова артилерия, прикриващи подходите към Рижкия и Финския заливи („Моонзундска позиция“); водите около островите изобилстват от минни полета.
Според плана на операцията „Байерн“ трябва да неутрализира руската батарея №34 (4 × 120-мм оръдия), прикриваща пролива Соелозунд. На 12 октомври, в 5:30 сутринта, линкорът, заставащ на огнева позиция, е разтресен от силен взрив. Сигналчиците, не издържат на нервното напрежение, и веднага долагат за перископ на подводница. Противоминната артилерия на линкора открива ураганен огън по неизвестния противник. Всъщност „Байерн“ е поразен не от подводна лодка: линкора се натъква на руско минно поле, поставено на 12 август 1917 г. от минзага „Припять“ и тралчиците „Груз“ и „№ 15“. След няколко часа на края на същото минно поле се натъква и „Гросер Курфюрст“, а след две седмици (29 октомври) – „Маркграф“.
Руската котвена галваноударна мина образец 1908 г. поразява линкора в района на носовото отделение на бордовите торпедни апарати, намиращо се извън основния контур на подводната защита – в най-лошото за кораба място. Взрива на мината провокира взрив на дванадесет бутилки със сгъстен въздух, намиращи се под налягане 30 атмосфери. В резултат на това е наводнен не само отсека на бордовите торпедни апарати, но и отсека на носовия торпеден апарат. Корабът поема над 1000 тона задбордна вода и започва бързо да потъва с носа във водата. Ефективната система за изправяне на диферента позволява бързо да се приеме вода в кърмовите отсеци и винтовете на кораба си остават под водата. Напречната преграда, отделяща предното отделение на ТА от погреба за боезапаса на оръдията на ГК, издържа на напора на водата, позволявайки да се локализира наводняването на корпуса. Въпреки това, водата все пак, бавно, постъпва вътре през отслабените от взрива листове на обшивката, и носа на кораба влиза във водата до самите клюзове.
В същото време, докато аварийните партии продължават да водят борбата за живучест и наводнението все още не изглежда значително, на линкора е взето решение да се продължи изпълнението на бойната задача. В 6 часа сутринта германските миноносци достигат на дистанция 20 кабелтови до нос Тофри, след което по тях открива огън руската батарея №34, накривайки миноносеца А-28. „Bayern“ и помагащият му лек крайцер „Емден“ откриват огън по батареята, принуждавайки я да замълчи. Обаче след 15 минути батарея отново открива огън по миноносците и спомагателните съдове, прочистващи прохода към фарватера на Соелозунд, принуждавайки линкора и крайцера да отвърнат на обстрела. Съсредоточеният огън на тежките оръдия кара батареята да замълчи.
След изпълнението на бойната задача линкора, на най-ниска скорост, е отведен в залива Тагалахт, спешно оборудваща се от тиловите служби като котвена стоянка за морския отряд на нахлуването. Тук екипажа успява да постави на пробойната пластир и монтира здрави подпори на преградите, способни да издържат на напора на приетата вода.

### Командири на кораба
- Март 1916—декември 1916 – капитан-цур-зее (капитан 1-ви ранг) Макс Хан;
- Декември 1916—август 1918 – капитан-цур-зее Хенрих Рохард;
- Август 1918—декември 1918 – капитан-цур-зее Хюго Доминик;
- Капитан-лейтенант Албрехт Мейснер – началник на командата при интернирането.